# Teuchern
Teuchern − miasto w Niemczech, w kraju związkowym Saksonia-Anhalt, w powiecie Burgenland.
Do 30 czerwca 2007 miasto należało do powiatu Weißenfels. Do 31 grudnia 2010 było siedzibą wspólnoty administracyjnej Vier Berge-Teucherner Land, która w wyniku reformy administracyjnej została rozwiązana, a gminy Deuben, Gröben, Gröbitz, Krauschwitz, Nessa, Prittitz i Trebnitz wraz z miastem Teuchern utworzyły nowe miasto, o tej samej nazwie.

## Geografia
Teuchern leży na południe od Weißenfels.
1 stycznia 2011 Bonau, Lagnitz, Schelkau, Schortau i Vorwerk Lagnitz stały się częścią Teuchern.

## Współpraca
Miejscowości partnerskie:
- Borken (Hessen), Hesja
- Saint-Jean-Bonnefonds, Francja

## Osoby urodzone w Teuchern
- Reinhard Keiser – niemiecki kompozytor